# Alfred Ludwig
Alfred Ludwig, ps. Białoskórski (ur. 16 kwietnia 1899 w Bieczu, zm. 11–14 maja 1940 w Kalininie) – polski działacz niepodległościowy, nauczyciel, sierżant rezerwy Wojska Polskiego, ofiara zbrodni katyńskiej.

## Życiorys
Syn Michała i Anieli z Dąbrowskich urodzony 16 kwietnia 1899 w Bieczu, w ówczesnym powiecie gorlickim Królestwa Galicji i Lodomerii. W czasie I wojny światowej walczył w Legionach Polskich. Na początku lat 30. XX w. mieszkał w Klecku. Przed II wojną światową pracował jako nauczyciel w Szkole Powszechnej w Horodzieju. W sierpniu 1939 został zmobilizowany do batalionu KOP „Stołpce”.
W nieznanych okolicznościach, po agresji ZSRR na Polskę (17 września 1939), dostał się do sowieckiej niewoli i został osadzony w obozie w Ostaszkowie. Między 10 a 13 maja 1940 został przekazany do dyspozycji naczelnika Zarządu NKWD Obwodu Kalinińskiego. Między 11 a 14 maja 1940 został zamordowany w Kalininie (obecnie Twer) i pogrzebany w Miednoje. Od 2 września 2000 spoczywa na Polskim Cmentarzu Wojennym w Miednoje. Był żonaty.
Postanowieniem nr 112-49-07 Prezydenta RP Lecha Kaczyńskiego z 5 października 2007 został pośmiertnie mianowany na stopień podporucznika. Awans został ogłoszony 10 listopada 2007, w Warszawie, w trakcie uroczystości „Katyń Pamiętamy – Uczcijmy Pamięć Bohaterów”.

## Ordery i odznaczenia
- Krzyż Niepodległości – 19 grudnia 1933 „za pracę w dziele odzyskania niepodległości”[9][1][10]